# Гамбийско-иранские отношения
Гамбийско-иранские отношения — двусторонние дипломатические отношения между Гамбией и Ираном. Государства являются членами Организации Объединённых Наций.

## История
Отношения между государствами установились в 1970-х годах. Президент Гамбии Дауда Джавара придерживался политики нейтралитета во время Ирано-иракской войны. Отношения развивались после прихода на должность президента Гамбии Яйя Джамме в результате государственного переворота в 1994 году. В 1996 году Иран предложил экономическую помощь Гамбии в области сельского хозяйства и рыболовства.
В 2006 году президент Ирана Махмуд Ахмадинежад был почетным гостем на саммите Африканского союза в Банжуле, так как поддерживал тесные связи с Яйя Джамме. Гамбия поддержала право Ирана развивать свою ядерную программу.
23 ноября 2010 года Гамбия разорвала дипломатические и экономические отношения с Ираном и приказала в течение 48 часов выслать из страны всех иранских официальных лиц. В заявлении министерства иностранных дел Гамбии не содержалось никаких оснований для такого решения, но «источники, близкие к министерству», указали на конфискацию в октябре нигерийскими силами безопасности партии иранского оружия, направлявшейся в Гамбию. Председатель комитета по национальной безопасности и внешней политике Исламского консультативного совета Алаеддин Боруджерди объяснил эти действия Гамбии давлением со стороны США.
Среди отменённых проектов, которые завершились с разрывом отношений, было соглашение на сумму 2 миллиарда долларов США, согласно которому Иран должен был поставить грузовики и коммерческие автомобили в Гамбию.